# Södertälje
Södertälje (svéd kiejtés: [ˈsøːdərˌtɛlːjə]) egy város Svédországban, Stockholm megyében. A város a Mälaren-tó déli partján található, és Stockholm központjától mintegy 30 kilométerre délnyugatra fekszik. Södertälje Svédország egyik legnagyobb ipari központja, és jelentős szerepet játszik a svéd gazdaságban.

## Földrajz
Södertälje a Mälaren-tó déli partján fekszik, és a Balti-tengerhez is közel van. A város területe változatos, megtalálhatók benne ipari területek, lakónegyedek és természetvédelmi területek is. A város környéke gazdag természeti látnivalókban, mint például erdők, tavak és folyók.

## Történelem
Södertälje története a viking korba nyúlik vissza. A város első írásos említése 1070-ből származik, amikor Adam Brémai krónikája említi a települést. A középkorban Södertälje fontos kereskedelmi központ volt, és a Hanza-szövetség tagjaként jelentős szerepet játszott a régió kereskedelmében.
A 19. században Södertälje ipari fejlődésnek indult, és számos gyár és üzem települt a városba. A 20. században a város tovább fejlődött, és ma is jelentős ipari központnak számít.

## Gazdaság
Södertälje gazdasága főként az iparra és a szolgáltatásokra épül. A városban számos nagyvállalatnak van a központja, mint például a Scania, amely nehézgépjárműveket gyárt. A városban található továbbá a AstraZeneca gyógyszergyára, amely jelentős munkaadó a régióban.

## Kultúra
Södertälje gazdag kulturális élettel rendelkezik. A városban számos múzeum, galéria és színház található. A Södertälje Konsthall (Művészeti Galéria) és a Södertälje Stadsmuseum (Városi Múzeum) különösen népszerűek a látogatók körében.
A városban évente számos fesztivál és rendezvény kerül megrendezésre, amelyek vonzzák a helyi lakosokat és a turistákat egyaránt.

## Sport
Södertälje híres sportéletéről is. A városban számos sportklub és létesítmény található. A Södertälje SK jégkorongcsapat az egyik legnépszerűbb sportegyesület a városban, és a svéd jégkorongbajnokságban is részt vesz.

## Népesség
Södertälje népessége folyamatosan növekszik. A 2021-es népszámlálás szerint a város lakossága körülbelül 75 000 fő volt. A város lakossága sokszínű, és számos különböző kulturális és etnikai háttérrel rendelkező ember él itt.

## Közlekedés
Södertälje jól fejlett közlekedési infrastruktúrával rendelkezik. A város könnyen megközelíthető autóval, vonattal és busszal. A városban található a Södertälje Hamn kikötő, amely fontos szerepet játszik a svéd kereskedelemben.

## Híres személyek
- Björn Borg, teniszező
- Tomas Gustafson, gyorskorcsolyázó
- Stefan Liv, jégkorongozó

## Testvérvárosok
- Angers, Franciaország
- Forssa, Finnország
- Pärnu, Észtország
- Struer, Dánia
- Sarpsborg, Norvégia